# Ассоциация свободы женщин
Ассоциация свободы женщин (перс. انجمن حریت نسوان‎) — неправительственная организация в Иране.
Ассоциация была учреждена в 1907 году по инициативе активистов иранского конституционного движения и ставила своей задачей улучшение положения женщин в Иране.

## История
Во время Персидской конституционной революции в Иране существовало множество тайных ассоциаций. В этот период в рамках конституционного движения тайно создавались женские объединения. Ассоциация свободы женщин была учреждена в 1907 году и ставила своей задачей улучшение положения женщин в Иране.

## Цели и деятельность
Учредители ассоциации стремились повысить уверенность иранских женщин в доминируемом мужчинами обществе. В ассоциации членами были женщины и мужчины, но в целях укрепления доверия к женщинам только женщинам-членам разрешалось выступать на собраниях. Собрания проводились тайно, и не разрешалось присутствовать на них в одиночку. Участникам приходилось приходить в сопровождении своих родственников или знакомых.
Некоторыми из известных членов ассоциации были: Мирза Баджи Ханум, Наваб Самии, Седике Довлатабади, Мире Ханум, Голин Ханум Аггар, Эфтехар и Тадж аль-Салтана (дочери Нассер-ад-Дина Шаха), Афсар Салтана, Шамсолмулюк Джоюркалам, Афандия Ханум и Зандохт Ширази (дочь шейха аль-Рейеса Каджара).
Заседания совета тайно проводились за пределами Тегерана, в Фишарабаде, в цветочном саду Пертива. В результате раскрытия места собраний члены были распущены, а ассоциация была закрыта.